# 草加神社
草加神社（そうかじんしゃ）は、埼玉県草加市氷川町にある神社。

## 歴史
天正年間（1573年 - 1592年）に創建された。元々は「氷川神社」と称していた。
1717年（享保2年）に神祇管領長上吉田家より正一位に叙せられた。
1873年（明治6年）、近代社格制度に基づく「村社」に列せられ、1907年（明治40年）の神社合祀により、周辺の神社が合祀された。1909年（明治42年）に「氷川神社」から「草加神社」に改称した。

## 草加神社の紹介

### 草加市指定の文化財
- 草加神社本殿（草加市指定文化財 昭和58年2月22日指定）[2]

本殿には多彩な彫刻を配し、建物の正面製を強調し、軒唐破風や千鳥破風を付加している。
絵様彫刻は宝暦年間、江戸の名匠立川小兵衛の流れを汲むもので、以来県内の社寺建築に賞用されてきており、この本殿も同様である。
建物は天保の頃の造営と伝承され、周囲の石玉垣が弘化三年の建造であり、建物の手法から見ても天保年代造営は大差ないものと言える。多彩な彫刻も職人芸で、現代では不可能に近い至芸であり、江戸時代の華ともいえる貴重な建造物である。

### 兼務神社・末社
- 宗教法人格を有する以下3つの神社を兼務神社(神職が本務の神社以外の神社を兼務)としている[4]。
  - 浅間神社（瀬崎）　氷川神社（谷塚）　毛長神社（新里）
- 末社として稲荷神社・八幡社・三峰神社・雷電社を祀っている[5]。

### 年中行事
数多くの行事をこなしており、稲荷神社例祭（末社）、追儺式節分祭、夏越大祓神事、例大祭、年越大祓神事、月次祭、人形供養慰霊祭、焼納祭（お焚上神事）などが知られている。

草加神社の紹介
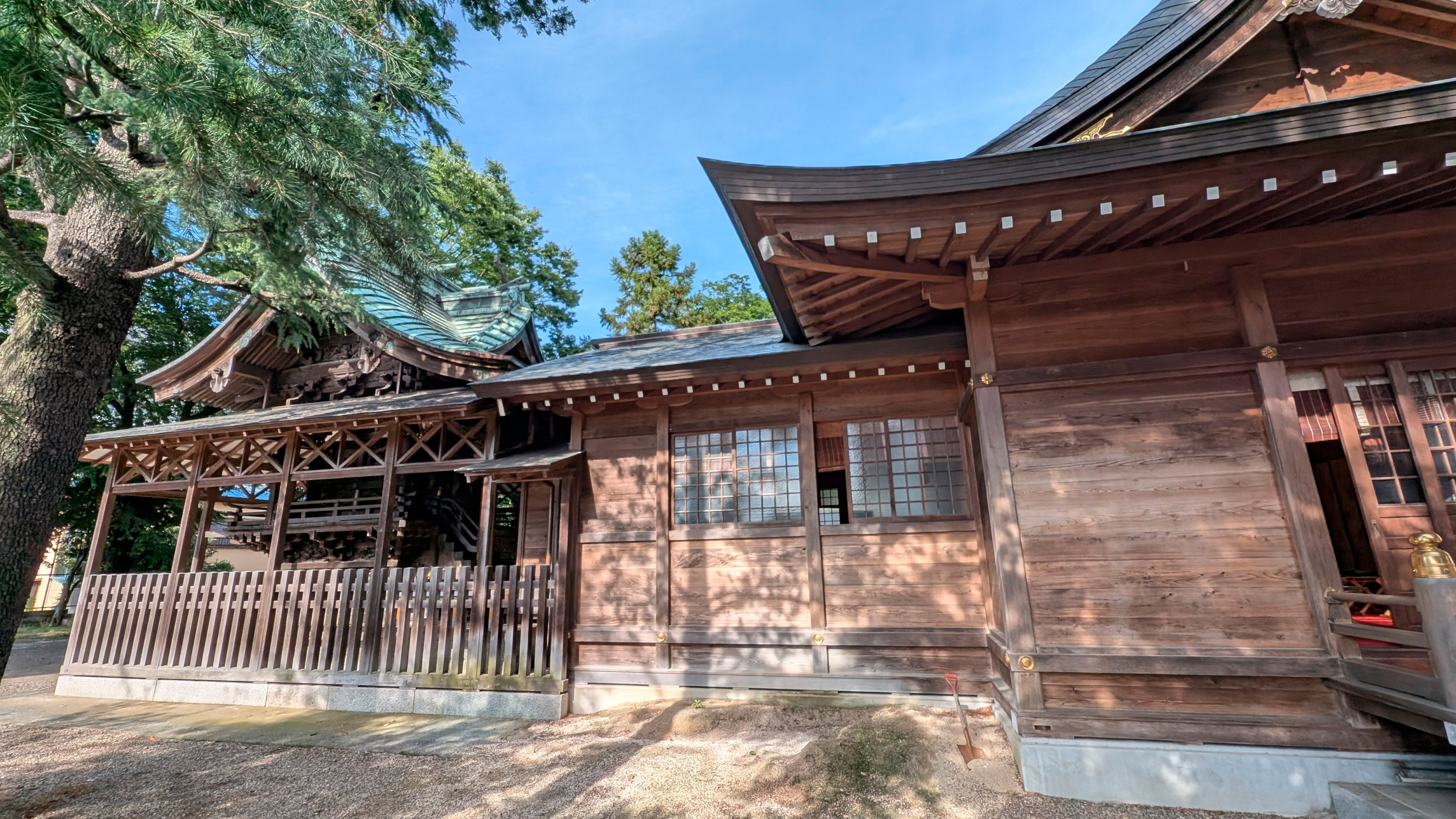
拝殿の西側
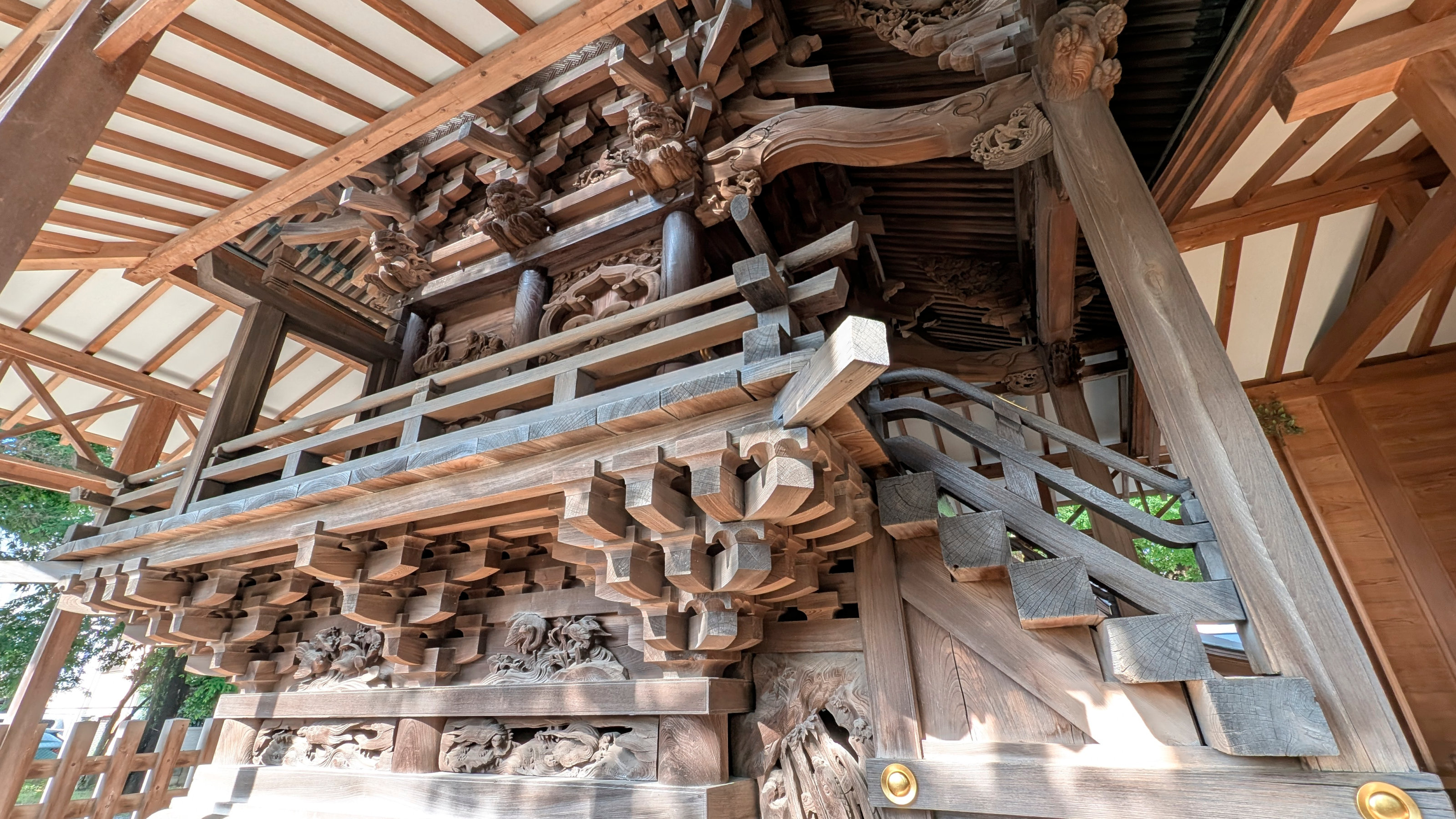
本殿・至近からの撮影
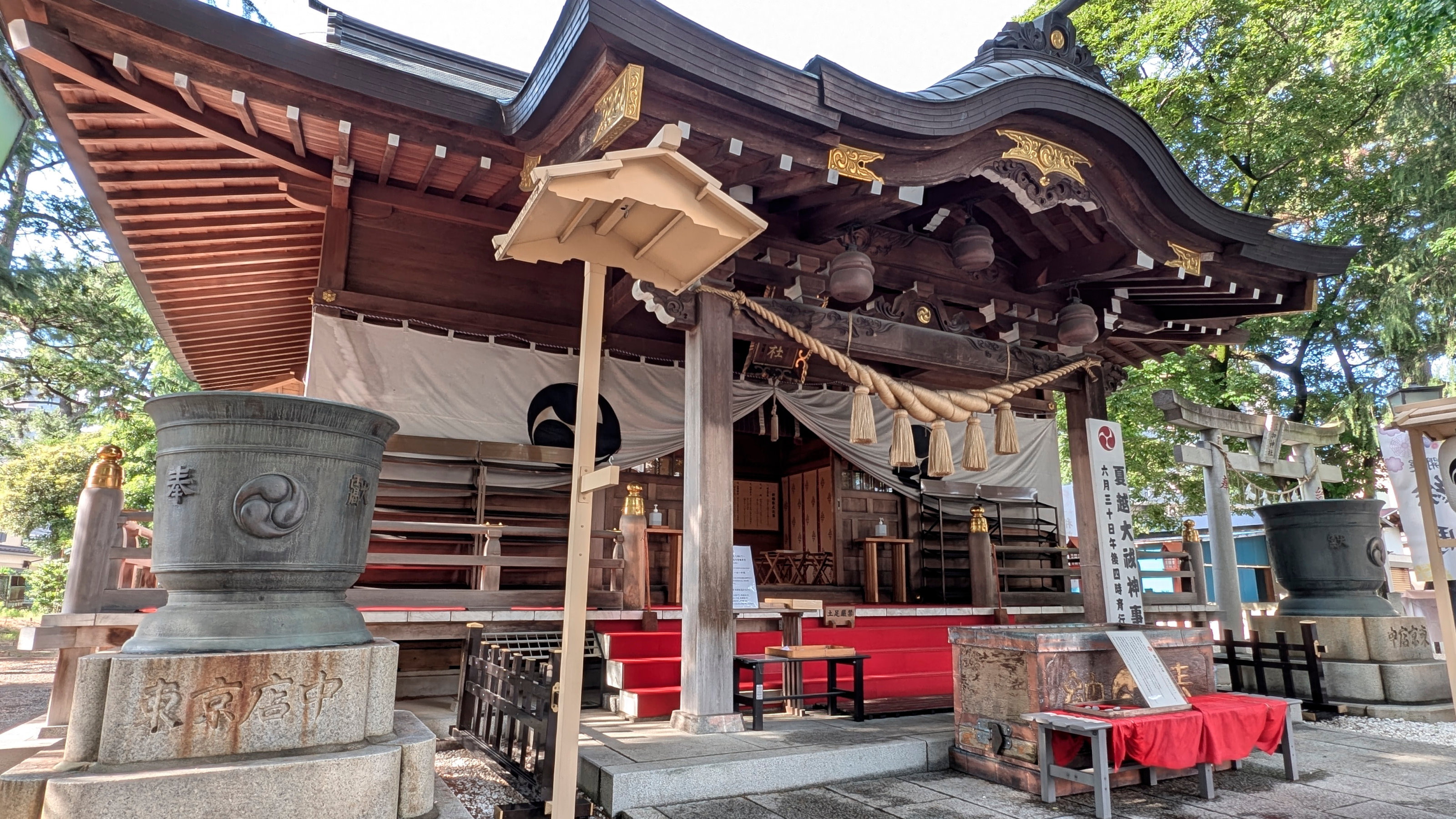
拝殿両脇に水がめを設置
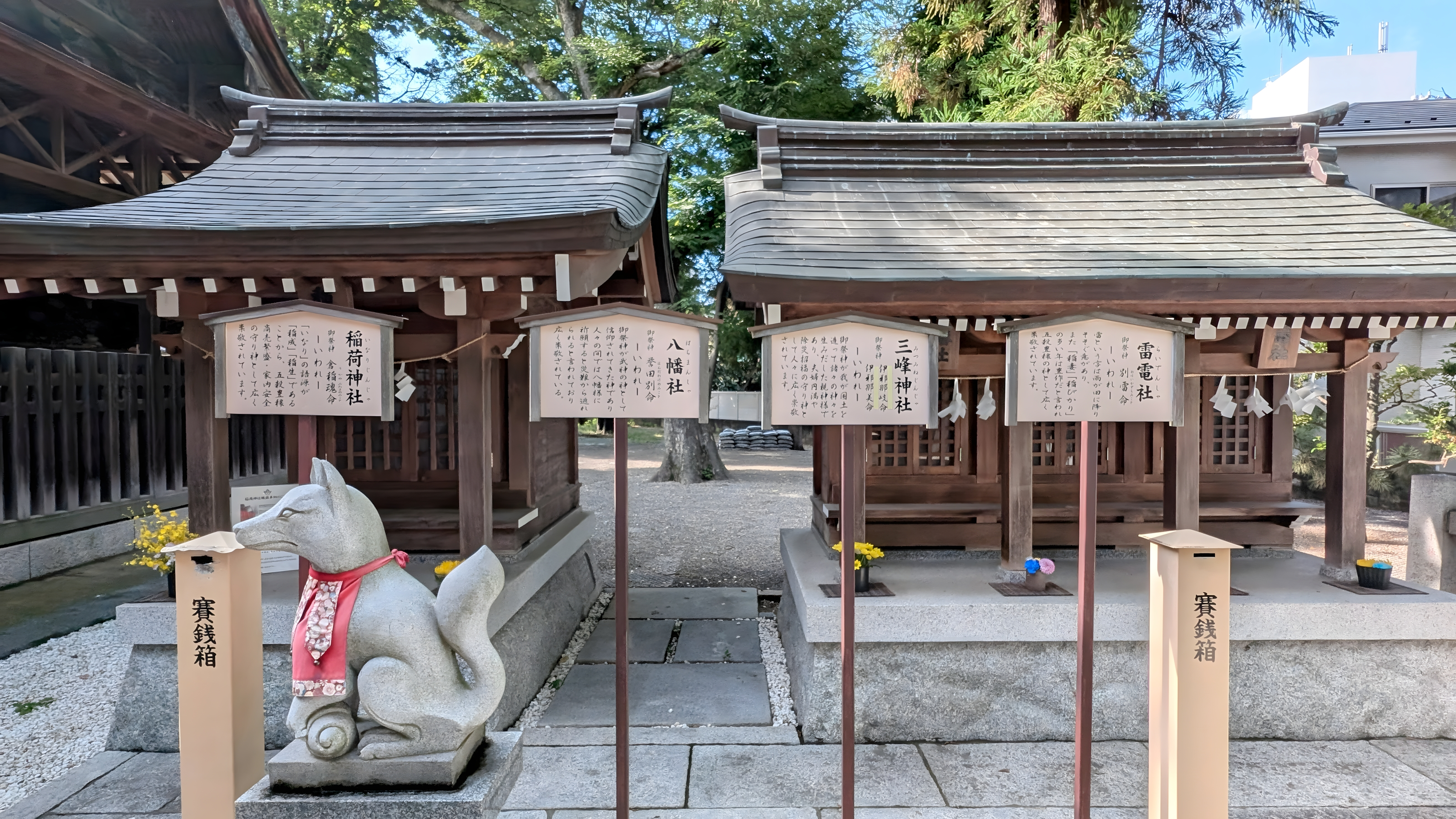
末社となる4社
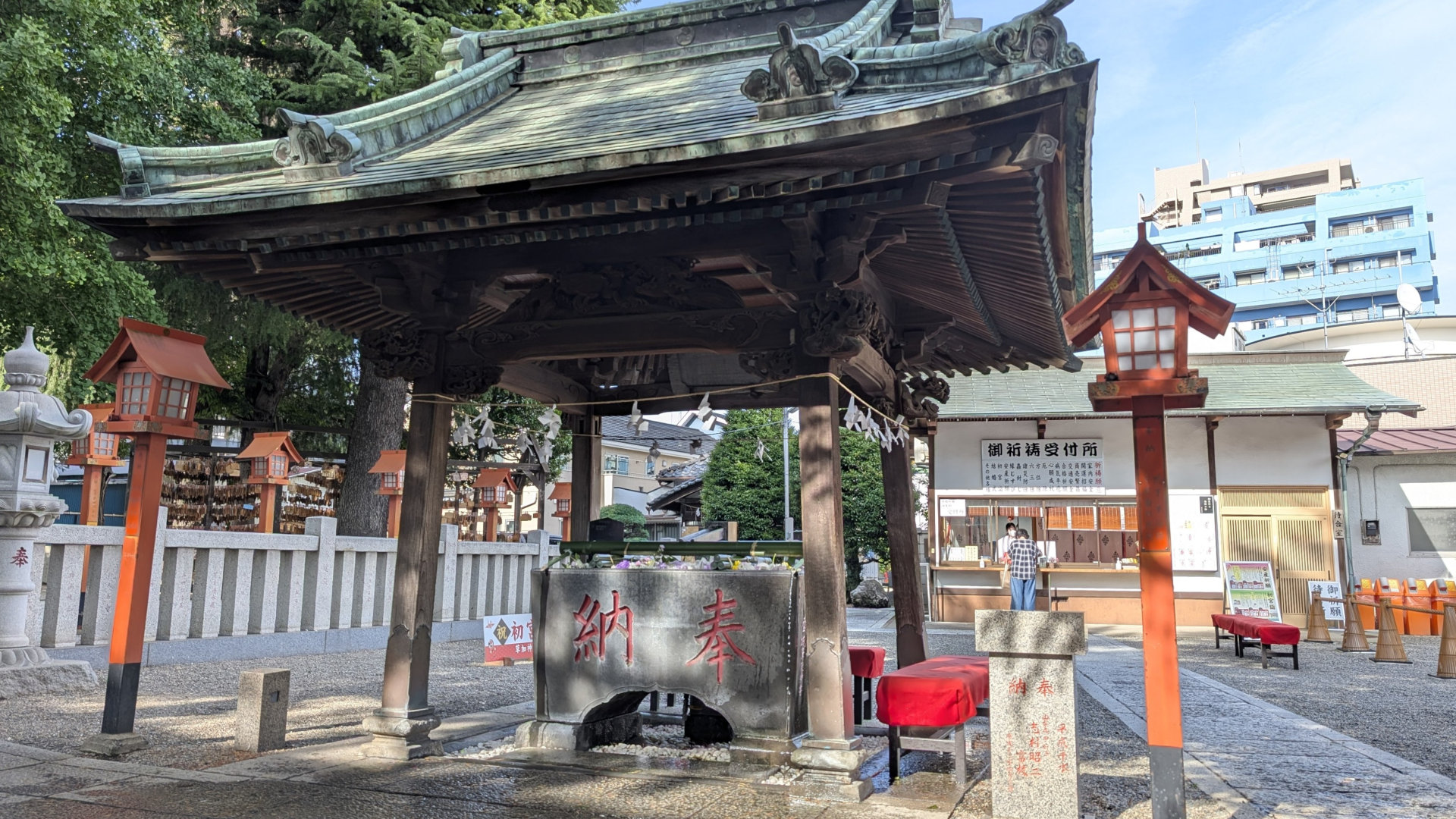
手水舎（ちょうずや、てみずや）
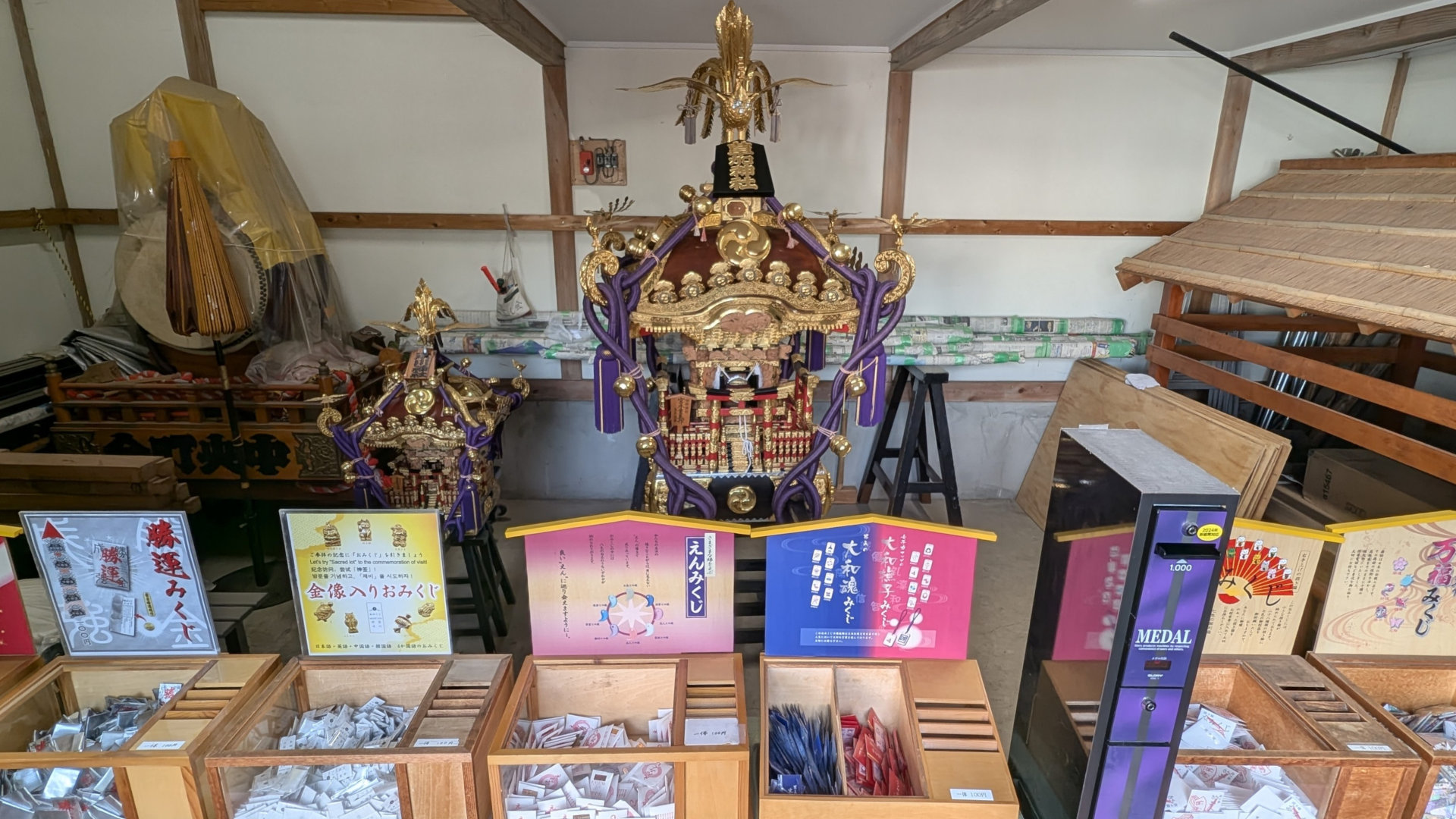
神輿と御籤(みくじ)
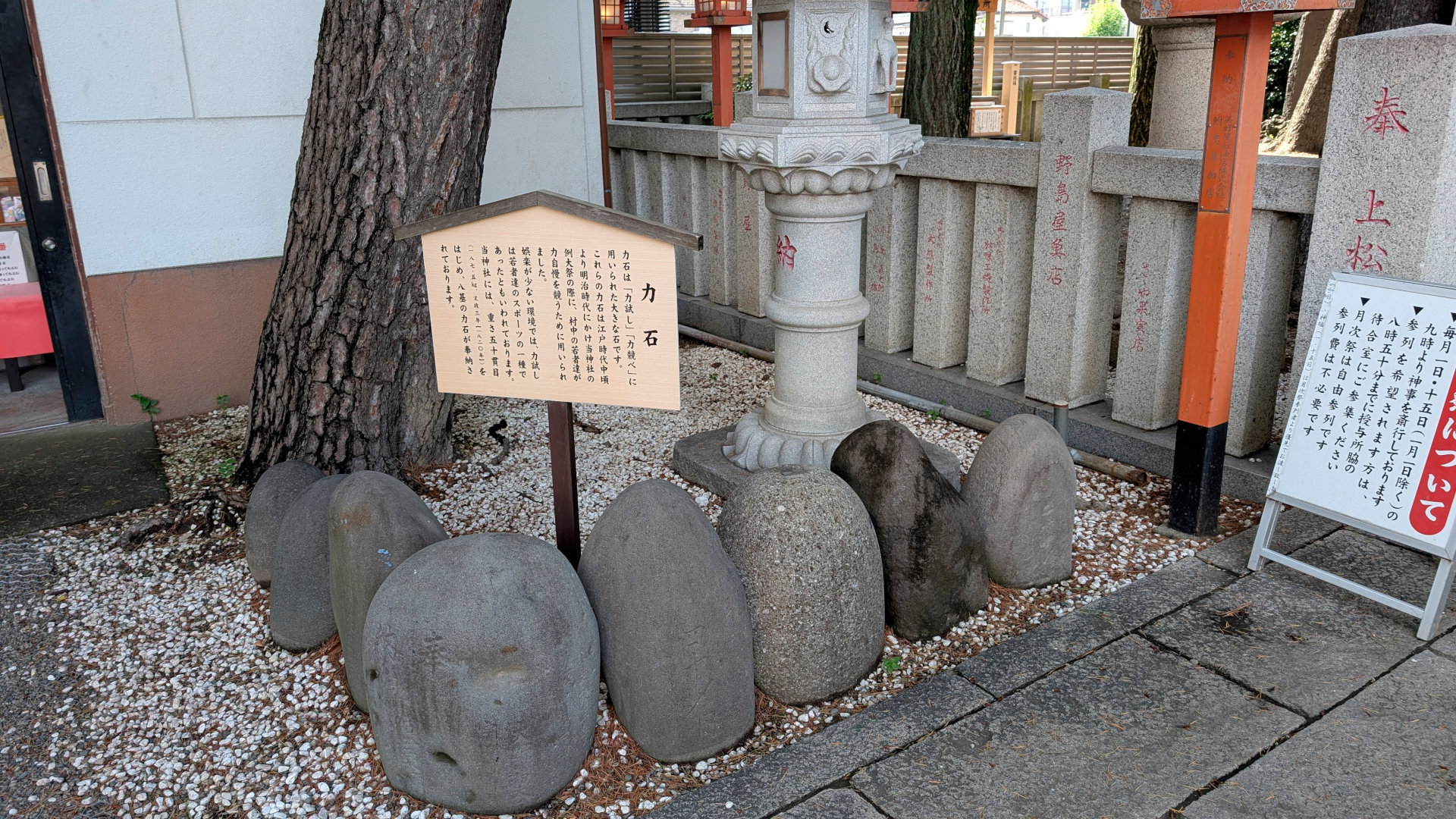
力試しに用いた「力石」
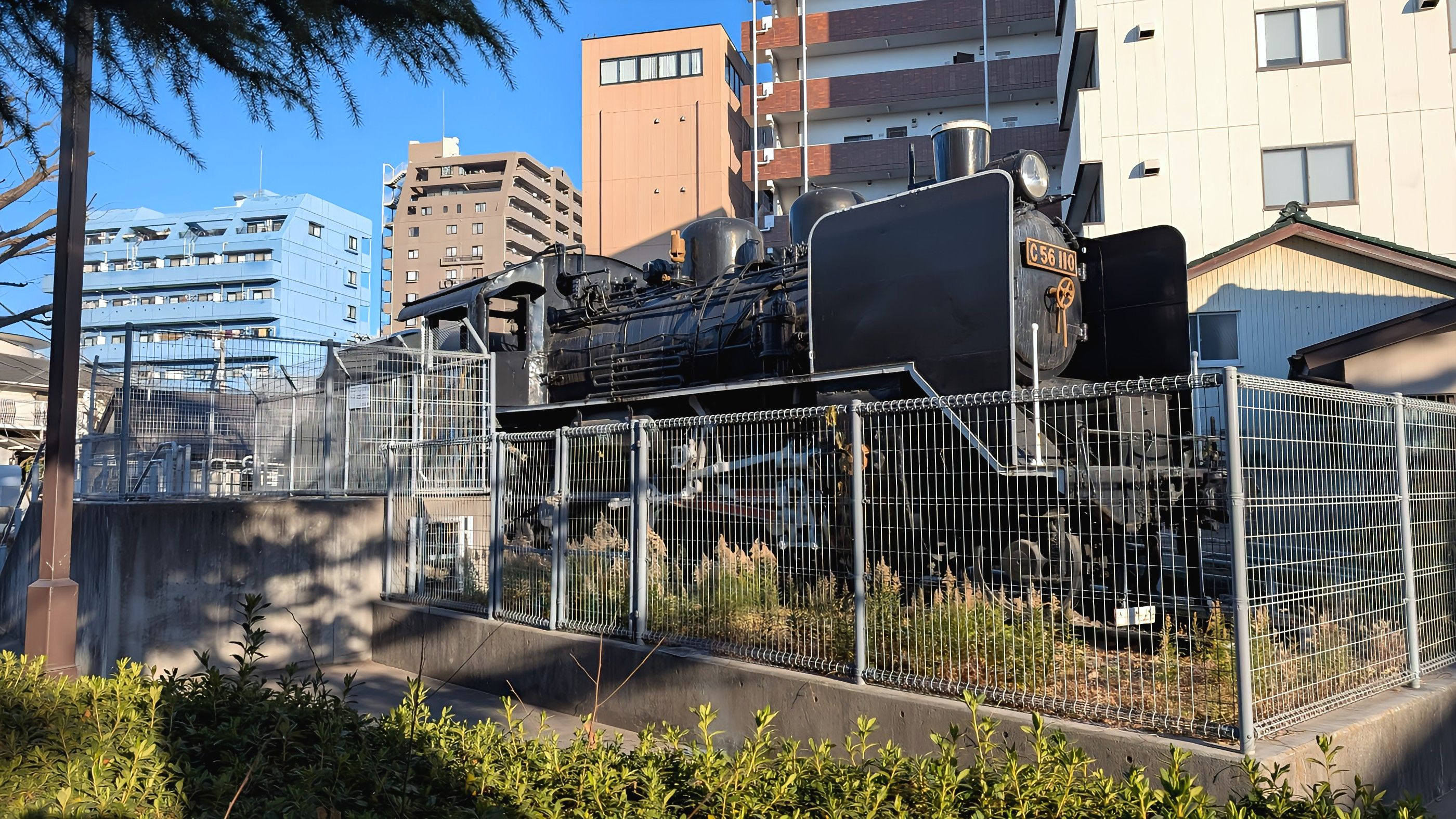
草加神社参道脇・氷川中公園の機関車

## 交通アクセス
- 東武スカイツリーライン草加駅西口より徒歩５分
- 国際興業バス/東武バスを利用